# Свети Георги (Брезово)
Вижте пояснителната страница за други значения на Свети Георги.
„Свети Георги“ (на македонска литературна норма: „Свети Ѓорѓи“, „Свети Георгиј“) е възрожденска православна манастирска църква в демирхисарското село Брезово, Северна Македония. Църквата е под управлението на Крушевско-Демирхисарската епархия на Македонската православна църква.
Църквата е гробищен храм, разположен в южния край на селото. Според надписа над входната врата е изградена в 1835 година и обновена в 1888 година.
В архитектурно отношение е еднокорабна сграда, покрита с полукръгъл свод. Иззидана е от ломен камък, като отворите и венецът са от дялан бигор. Фасадите са фугирани. Апсидата на изток е малка седмостранна. Покривът е на две води с керемиди, а този на апсидата – с каменни плочи. Входовете са от юг и запад.
Храмът е изписан от видния крушевски майстор Анастас Зограф.